# Karlheinz Bentele
Karlheinz Bentele (* 16. Mai 1947 in Konstanz) ist ein deutscher Verwaltungswissenschaftler und Politiker (SPD).

## Leben
Nach dem Abitur nahm Bentele ein Studium der Verwaltungswissenschaften an der Universität Konstanz auf, das er 1973 mit dem Examen als Diplom-Verwaltungswissenschaftler beendete. Danach trat er in den Verwaltungsdienst ein und arbeitete beim Bundesministerium für Forschung und Technologie. 1975 wechselte er an ein Wissenschaftszentrum in Berlin und von 1976 bis 1980 war er für den SPD-Parteivorstand tätig. Bentele wurde 1979 an der Universität Konstanz zum Dr. rer. soc promoviert und war 1981/82 im Bundesverkehrsministerium beschäftigt. 1983 war er für die SPD-Bundestagsfraktion tätig und fungierte als Leiter des Büros von Hans-Jochen Vogel. Von 1983 bis 1991 wirkte er als Verwaltungsbeamter in der nordrhein-westfälischen Staatskanzlei. Ab dem 1. November 1996 war Bentele Präsident des Rheinischen Sparkassen- und Giroverbandes (RSGV); seine Amtszeit endete am 31. Dezember 2007. Bis zu diesem Zeitpunkt war er Mitglied des Verwaltungsrates der DekaBank Deutsche Girozentrale.

## Öffentliche Ämter
Bentele amtierte von März 1991 bis Oktober 1996 als Staatssekretär im Finanzministerium in der von Ministerpräsident Johannes Rau geführten Regierung des Landes Nordrhein-Westfalen. Von Oktober bis Dezember 2008 war er Mitglied des Leitungsausschusses des Finanzmarktstabilisierungsfonds.

## Veröffentlichungen
- Kartellbildung in der allgemeinen Forschungsförderung. 1979.
- Die Reformfähigkeit von Industriegesellschaften. 1995.
- Metamorphosen. Annäherungen an einen vielseitigen Freund; für Horst Ehmke zum Achtzigsten. Dietz, Bonn 2007, ISBN 978-3-8012-0375-7.

## Auszeichnungen
Am 23. August 2022 wurde Bentele gemeinsam mit seiner Frau Barbara mit dem Verdienstorden des Landes Nordrhein-Westfalen ausgezeichnet.